# Soda jerk

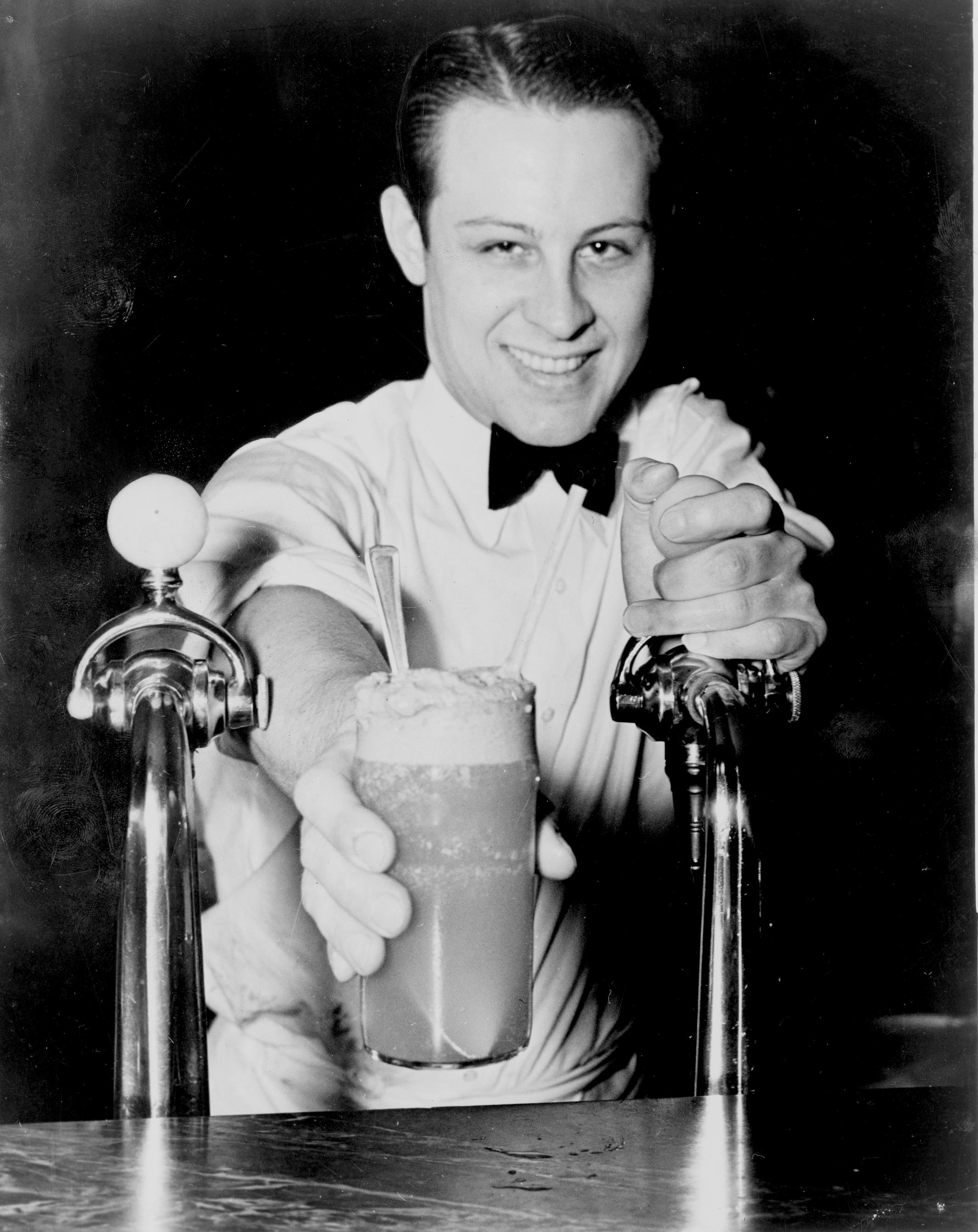
Un 'soda jerk' haciendo un pase entre dos fuentes de soda en 1936.

Un Soda jerk (también conocido como soda jerker) era una persona empleada — generalmente un joven — que operaba una fuente de soda en una tienda especie de droguería/farmacia denominada en Estados Unidos como drugstore, siendo su cometido principal preparar y servir en una barra los ice cream sodas (una especie de helado). Esta operación consistía en poner el sirope de sabores en vasos especiales de caña alta, añadiendo agua con gas y finalmente una o dos 'bolas' de helado (ice cream). El resultado de la bebida era servido con una cuchara de mango largo (conocida como "soda spoon" o "cuchara de soda") y pajitas. La denominación 'soda jerk' (batidor de soda) proviene de la acción que hace el empleado al usar la fuentes de soda al añadir el agua carbonatada.
La práctica de operar con fuentes de soda en las drugstores alcanzó su pico de popularidad en los años cuarenta, y a pesar de todo algunas de estas tiendas en pequeñas localidades rurales a comienzos del siglo XXI aun se encuentran abiertas ofreciendo sus productos. La proliferación de estos denominados ice cream parlors declinó con el auge y popularidad de los drive-ins y los establecimientos de comida rápida, reemplazando a los jerk los grill men (personas que atienden a las parrillas) de los fry cooks.